# Kisli dež
Kisli dež so kisle padavine, ki jih povzročajo predvsem emisije žveplovega dioksida (S02) in dušikovih oksidov v atmosferi. Omenjeni plini se raztapljajo v deževnici in jo naredijo kislo. Žveplov dioksid nastaja pri gorenju fosilnih goriv, kot je premog, ki vsebuje veliko žvepla. Dušikove okside pa dodajajo zraku industrija in izpušni plini avtomobilov.
Kislost merimo z lestvico pH, na kateri vrednost 0 pomeni popolnoma kisle tekočine in 14 tiste, ki so močno bazične (alkalne). Destilirana voda je nevtralna in ima pH 7. Normalna deževnica ima pH 5,6. Nekoliko kisla je zato, ker vsebuje raztopljeno ogljikovo kislino. Kisli dež ima torej pH, nižji od 5,6.
{\displaystyle {\begin{matrix}S_{(s)}+O_{2(g)}\rightarrow SO_{2(g)}\\2SO_{2(g)}+O_{2(g)}\rightarrow 2SO_{3(g)}\\SO_{3(g)}+H_{2}O_{(l)}\rightarrow H_{2}SO_{4(aq)}\\\end{matrix}}}
{\displaystyle CO_{2(g)}+H_{2}O_{(l)}\longrightarrow H_{2}CO_{3(aq)}}
Kisle usedline ne izvirajo le iz padavin (megla, sneg, dež), ampak tudi iz trdnih delcev (suhe usedline), ki lebdijo v zraku. Včasih se plini neposredno absorbirajo v jezerski vodi, v rastlinah in zidovih zgradb. Navedeni plini lahko prepotujejo po zraku tudi po 500 kilometrov na dan, zato onesnaženje s kislim dežjem ne pozna meja. S kislim dežjem so povezane poškodbe in smrt gozdov ter živih bitij v jezerih v Skandinaviji, drugod po Evropi in vzhodnem delu Severne Amerike. Povzroča tudi poškodbe stavb in spomenikov. Termoelektrarne v ZDA in Evropi sproščajo okoli 8 g žveplovega dioksida in 3 g dušikovih oksidov na proizvedeno kilovatno uro. Po podatkih britanskega oddelka za okolje se mora emisija žveplovega dioksida zmanjšati za 81 %, če hočemo preprečevati škodo v okolju.
V letih 1993-95 je irska raziskava odkrila, da je Manchester mesto, ki je najbolj prizadeto s kislim dežjem. Tamkajšnji dež je bil najbolj kisel in je povzročal uničevanje gradbenih kamnin hitreje kot kjerkoli drugje v Evropi (druga mesta, ki so bila vključena v raziskavo, so bila Atene, København, Amsterdam, Padova in Donegal). Tudi poskusi merjenj v drugih britanskih mestih (Liphook, Hampshire) so pokazali podobno sliko.
Pomemben učinek kislega dežja je poškodba kemijskega ravnovesja v tleh, kar povzroča izpiranje določenih rudnin, npr. magnezija in aluminija. Rastline, ki rastejo v takih tleh, posebno iglavci, trpijo zaradi pomanjkanja rudninskih snovi in so bolj dovzetne za bolezni. Rudninske snovi iz tal se zato izpirajo v reke in jezera, kar zmoti vodno življenje, npr. poškoduje škrge ribjih mladic in ubija rastline. Jezera, ki jih doseže kisli dež, so na pogled čista, kajti v njih ni rastlinskih planktonov. Jezera in reke trpijo bolj neposredno škodo, ker postanejo kisli zaradi deževnice, ki se izliva vanje iz neposredne okolice.

## Emisije kemikalij vodijo k zakisljevanju
Najpomembnejši plin, ki vodi k zakisljevanju je žveplov dioksid. Pomen emisij dušikovega oksida, ki z oksidiranjem tvorijo dušikove kisline narašča, zaradi vse strožjega nadzora nad emisijami spojin, ki vsebujejo žveplo.

### Naravni pojavi
Glavni naravni pojavi, k prispevajo k ustvarjanju kislih plinov v ozračju so emisije iz vulkanov in tisti biološki procesi v naravi, ki se pojavljajo na kopnem, v mokriščih in oceanih.
Glavni biološki vir žveplovih spojin je sulfidov dimetil.
Dušikove kisline v deževnici so pomemben stalni vir dušika za življenje rastlin, proizvaja pa jih tudi električna aktivnost v atmosferi kot so strele.
Kisle usedline so bile odkrite tudi v ledenikih starih tisoče let na različnih predelih sveta.

### Človekova dejavnost
Glavni vir kislega dežja so dušikove in žveplove spojine, ki nastanejo pri dejavnosti iz človeških virov, kot so proizvodnja električne energije, tovarne in motorna vozila. Termoelektrarne na premog so ene izmed največjih onesnaževalcev. Plini se lahko prenašajo po zraku na stotine kilometrov daleč preden se pretvorijo v kisline in odlagajo.
V preteklosti so imele tovarne krajše dimnike in so zato povzročale številne težave na lokalni ravni. Danes imajo zato tovarne daljše dimnike, vendar pa to pomeni, da onesnaževalce odnaša dlje in se s tem povzroča široko razširjeno ekološko škodo.
Velik onesnaževalec je tudi živinorejska dejavnost. Odgovorna je za dve tretjini antropogenih virov amonijaka, ki ga proizvaja človek s svojimi dejavnostmi in prav ti znatno vplivajo na nastanek kislega dežja.

## Kisle usedline
Govorimo lahko o suhem in mokrem odlaganju kislin. Do mokrih usedlin pride, ko katerekoli padavine (dež, sneg,...) iz ozračja kisline prenesejo na površino Zemlje. to se lahko zgodi zaradi kislih usedlin proizvedenih v kapljah ali ko padavine odstranijo kisline v oblakih ali pod njimi. Kisle usedline pa se odlagajo tudi kot suhe usedline, se pravi tudi takrat, ko ni padavin. O takih usedlinah govorimo, ko delci in plini pridejo v stik s tlemi, rastlinami ali drugimi površinami.
Kisli dež ima dokazano negativen učinek na gozdove, sladke vode in prst, ubija žuželke ter živali in rastline v vodah. Prav tako vpliva na življenje človeka ter povzroča škodo na stavbah.

## Neželeni učinki
Kisli dež dokazano slabo vpliva na gozdove, sladke vode, prst, ubija žuželke ter vodne življenjske oblike, prav tako pa uničuje zgradbe ter slabo vpliva na človeško življenje.

### Površinske vode in vodne živali
Tako nižja Ph vrednost kot tudi višje koncentracije aluminija, ki nastanejo kot posledica kislega dežja, lahko povzročijo škodo ribam in ostalim vodnim živalim. Pri vrednosti Ph manjši od 5 se večina ribjih jajčec ne bo izlegla, še nižji Ph pa lahko ubije odrasle ribe. Bolj ko so reke in jezera kisla manjša je tam biodiverziteta. Kisli dež je uničil nekatere vrste žuželk in rib. Koliko kisli dež posredno in neposredno vpliva na kislost rek in jezer je odvisno od posameznega področja.

### Zemlja
Kisli dež lahko resno poškoduje zemljo. Nekateri mikrobi se ne morejo prilagajati spremembam Ph vrednosti in zato umrejo. Encime teh mikrobov kislina se denaturira (spremembe v obliki, da ne delujejo). Hidronijevi ioni kislega dežja tudi spodbudijo toksine kot so aluminij in izlužijo stran bistvene hranilne snovi in minerale, kot je npr. magnezij. Kemična sestava zemlje se lahko zelo spremeni, ko se kationi kot sta kalcij in magnezij izlužita zaradi kislega dežja, kar potem vpliva na nekatere občutljive vrste (Acer saccharum).

### Gozdovi in druge rastline
Gozdovi na visokih nadmorskih višinah so še posebej občutljivi, saj so pogosto obdani z oblaki in meglo, ki sta še bolj kisla kot dež. 
Tudi druge rastline lahko kisli dež poškoduje, vendar vpliv kislega dežja na prehrambene rastline zmanjšujejo z uporabo apna in drugih gnojil za nadomestitev hranilnih snovi. Na obdelovalnih površinah lahko torej z dodajanjem apnenca uravnavamo vrednost Ph v zemlji, vendar pa je tak način večinoma neuporaben na neobdelovalnih površinah.

### Zdravje ljudi
Zdravniki kislemu dežju pripisujejo tudi vpliv na zdravje ljudi. Majhni delci, ki so večinoma sestavljeni iz istih plinov kot kisli dež (žveplov in dušikov dioksid), povzročajo prezgodnjo smrt in bolezni kot so rak in druge bolezni.

### Drugi neželeni učinki
Kisli dež lahko poškoduje tudi stavbe in zgodovinske spomenike, zlasti tiste, ki so zgrajeni iz apnenca ali marmorja in vsebujejo velike količine kalcijevega karbonata. Kisline v kislem dežju reagirajo z kalcijevimi sestavinami in ustvarijo mavec, ki se potem lušči. Ta pojav lahko vidimo na starih nagrobnikih, kjer napisi postanejo popolnoma nečitljivi. Kisli dež tudi poveča stopnjo oksidacije, predvsem bakra in brona.

## Prizadeta območja
Območja prizadeta zaradi kislega dežja so povsod po svetu, v Evropi najbolj od Poljske severno proti Skandinaviji, vzhodni del Severne Amerike, jugovzhodna Kanada, druga prizadeta območja vključujejo jugovzhodno obalo Kitajske in Tajvana. V prihodnosti lahko kisli dež prizadane tudi območje jugovzhodne Azije (Indonezija, Malezija in Tajska) in celo zahodne Afrike (države kot Gana, Togo in Nigerija).